# Colors (canción de Black Pumas)
«Colors» es una canción de la banda estadounidense de soul psicodélico Black Pumas. Fue publicado el 16 de abril de 2019 como el tercer y último sencillo del álbum debut homónimo de la banda. La canción fue escrita por el cantautor Eric Burton y producida por el guitarrista y productor Adrian Quesada. Fue nominada a mejor grabación del año y mejor interpretación de raíces americanas en la 63.ª edición de los Premios Grammy.

## Antecedentes
La inspiración de la canción fueron los “tonos multicolores del cielo”, y la canción retrata “temas de mortalidad y unión”. En una entrevista, Burton declaró: “Esto era algo que había escrito apenas aprendía a tocar la guitarra. Me había despertado de una siesta en la azotea de mi tío en Alamogordo, Nuevo México, solo estaba tocando nota tras nota, lo que sea que sonara bien. [...] Cuando estaba escribiendo esta canción, en realidad estaba dirigiendo la adoración en una iglesia, y estaba tratando de averiguar, ‘¿Cómo escribo una canción que explique la difícil situación de alguien que está tratando espiritualmente de encontrar su verdad?’ Esa es también la razón por la que los cantantes de gospel de respaldo que puedes escuchar en el coro ayudan a completar ese sonido edificante, similar a una iglesia”.

## Video musical
Un videoclip, dirigido por Kristian Mercado, fue publicado el 22 de noviembre de 2019. En una entrevista, él declaró: “Tenía muchas ganas de capturar cuán poderosos son los sonidos y las voces de Black Pumas, me impulsa la emoción y sentí una fuerte conexión con la música. [...] Era una canción y experiencia tan poderosa que solicité hacer el video musical de la canción. Filmamos toda la película en el Bronx, queríamos mostrar el Bronx como un lugar vivo y vibrante. Queríamos celebrar la familia, las conexiones, el movimiento y la vida”.
Un cover de la canción aparece destacado en el capítulo 7 de la serie Ringo, gloria y muerte.

## Posicionamiento

### Gráfica semanal
| Gráfica (2019–21)                                       | Pico de posición |
| ------------------------------------------------------- | ---------------- |
| Bélgica (Flandes) (Ultratop 50 Singles)                 | 46               |
| Canadá (Billboard Canada Rock)                          | 10               |
| Estados Unidos (Billboard Adult Pop Airplay)            | 37               |
| Estados Unidos (Billboard Hot Rock & Alternative Songs) | 21               |
| Estados Unidos (Billboard Rock Airplay)                 | 13               |
| Reino Unido (UK Singles Downloads Chart)                | 99               |

### Gráfica de fin de año
| Gráfica (2021)                                          | Pico de posición |
| ------------------------------------------------------- | ---------------- |
| Estados Unidos (Billboard Hot Rock & Alternative Songs) | 88               |